# Локомотив (Ясинувата)
«Локомотив» — радянський футбольний клуб з Ясинуватої, Українська РСР. Брав участь в Чемпіонаті СРСР 1946 року і Кубку СРСР в 1937 і 1938 роках .

## Статистика
Статистика виступів на іграх Кубка СРСР :
- Кубок СРСР 1937 — 1/64 фіналу — суперник: Динамо (Дніпропетровськ) — рахунок: 0:6
- Кубок СРСР 1938 — 1/256 фіналу — суперник: Завод ім. Леніна (Красногорівка) — рахунок: 1:2

Також клуб зіграв у Кубку УРСР 1937 року, де на стадії 1/16 фіналу програв 1:3 «Стахановцю» (Кадіївка).
У 1946 клуб грав у третій групі СРСР (східна зона УРСР) і посів 9 місце .